# Kobalt Mechanical Tools 500 1999
Kobalt Mechanical Tools 500 1999 var ett race som var den sjätte deltävlingen i Indy Racing League 1999. Racet kördes den 17 juli på Atlanta Motor Speedway. Scott Sharp tog hem seger, med Robby Unser och Kenny Bräck som övriga förare på pallen.

## Slutresultat
| Plats | Förare                | Team                   | Grid |
| ----- | --------------------- | ---------------------- | ---- |
| 1     | Scott Sharp           | Kelley Racing          | 6    |
| 2     | Robby Unser           | Team Pelfrey           | 10   |
| 3     | Kenny Bräck           | A.J. Foyt Enterprises  | 14   |
| 4     | Eliseo Salazar        | Nienhouse Motorsports  | 18   |
| 5     | Buzz Calkins          | Bradley Motorsports    | 20   |
| 6     | Eddie Cheever         | Cheever Racing         | 21   |
| 7     | Davey Hamilton        | Galles Racing          | 7    |
| 8     | Donnie Beechler       | Cahill Racing          | 27   |
| 9     | Jimmy Kite            | McCormack Motorsports  | 11   |
| 10    | Billy Boat            | A.J. Foyt Enterprises  | 1    |
| 11    | Raul Boesel           | Brant Racing           | 25   |
| 12    | Jaques Lazier         | Truscelli Racing       | 16   |
| 13    | Johnny Unser          | Hemelgarn Racing       | 22   |
| 14    | Robbie McGehee        | Conti Racing           | 23   |
| 15    | Scott Harrington      | McCormack Motorsports  | 12   |
| 16    | Scott Goodyear        | Panther Racing         | 5    |
| 17    | Mark Dismore          | Kelley Racing          | 4    |
| 18    | Jack Miller           | Tri-Star Motorsports   | 19   |
| 19    | John Hollansworth Jr. | TeamXtreme             | 19   |
| 20    | Tyce Carlson          | Blueprint-Immke Racing | 26   |
| 21    | Buddy Lazier          | Hemelgarn Racing       | 15   |
| 22    | Sam Schmidt           | Treadway Racing        | 3    |
| 23    | Greg Ray              | Team Menard            | 2    |
| 24    | Stéphan Grégoire      | Dick Simon Racing      | 13   |
| 25    | Ronnie Johncox        | Kelley Racing          | 17   |
| 26    | Jeff Ward             | ISM Racing             | 8    |
| 27    | Steve Knapp           | ISM Racing             | 24   |